# Ido (Sprache)

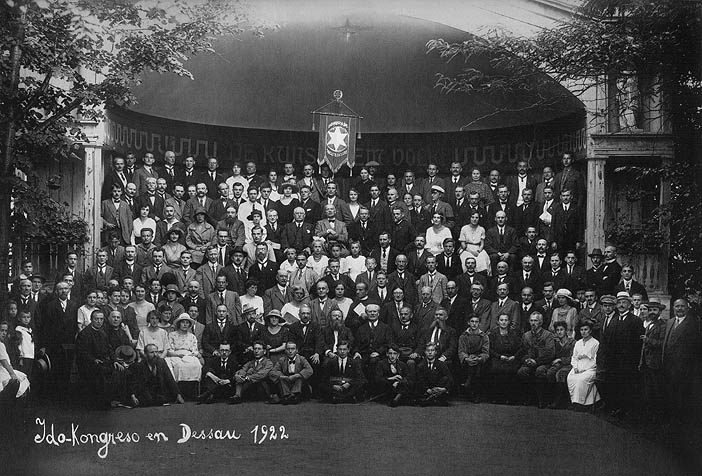
Ido-Kongress in Dessau 1922

Ido ist eine Plansprache, die 1907 durch den französischen Mathematiker und Philosophen Louis Couturat in Abstimmung mit dem französischen Hauslehrer Louis de Beaufront auf der Basis des Esperanto geschaffen wurde (Esperanto ido = Nachkomme, Nachkömmling). Das 1887 veröffentlichte Esperanto erschien ihnen nicht einheitlich und logisch genug. So benutzten sie im Ido lediglich die Buchstaben des lateinischen Alphabetes und verzichteten auf die diakritischen Zeichen des Esperanto. Des Weiteren gestalteten sie den Esperanto-Wortschatz zum Teil nach dem Grundsatz „größtmöglicher Internationalität“ um; gemeint ist damit allerdings nur eine Angleichung an die romanischen Sprachen. Sie gaben ihrem Projekt außerdem ein gegenüber dem Esperanto erweitertes Wortableitungssystem.

## Geschichte
Anlässlich der Weltausstellung 1900 in Paris wurde eine Delegation für die Annahme einer internationalen Hilfssprache ins Leben gerufen. Bis 1907 traten der Delegation 310 Gesellschaften von Gelehrten, Kaufleuten, Angestellten und Arbeitern sowie 1250 Hochschullehrer als Einzelmitglieder bei, darunter Louis Couturat, Otto Jespersen, Richard Lorenz, Wilhelm Ostwald und Leopold Pfaundler von Hadermur. 1907 wurde aus dieser Delegation eine Kommission aus Sprachforschern, Naturwissenschaftlern und Philosophen gewählt. Dieser gehörten u. a. der deutsche Chemiker und spätere Nobelpreisträger Wilhelm Ostwald als Vorsitzender, der dänische Sprachwissenschaftler Otto Jespersen und der französische Linguist und Förderer des Esperanto Marquis Louis de Beaufront an. Die Kommission sollte unter den bestehenden Plansprachen eine auswählen und fördern. Dabei tauchte auf einer der Sitzungen die Broschüre eines unbekannten Autors namens „Ido“ auf. Ido ist ein Esperanto-Wort und heißt „Abkömmling“. Das Ido-Projekt verstand sich dabei als ein reformiertes Esperanto in der Tradition von Ludwik Zamenhofs Reformvorschlägen von 1894. Eine Mehrheit des Komitees der Delegation nahm das Projekt an, darunter de Beaufront, der Vertreter des Projekts Esperanto. 1908 erklärte de Beaufront, er selbst sei „Ido“. Das Projekt selbst scheint allerdings eine gemeinsame Arbeit von de Beaufront, dem Esperantisten Alfred Michaux und vor allem Louis Couturat zu sein – Couturat war Mitgründer der Delegation und hatte kein eigenes Projekt vorschlagen dürfen.
Sprachgeschichtlich ist das Ido nicht ohne das Esperanto zu erklären; Blanke folgt der Einschätzung Drezens, dass die Unterschiede zwischen beiden Sprachen (Wortschatz und Grammatik) nicht über 15 Prozent betragen. Esperantisten und Idisten könnten einander ohne große Probleme verstehen.
Ido konnte zwischen zehn und zwanzig Prozent der Mitglieder des Esperanto-Sprachausschusses für sich gewinnen. Welcher Anteil aller Esperanto-Sprecher zu Ido überging, lässt sich hingegen nicht mit Sicherheit sagen; der Esperantist Edmond Privat hat diesen Anteil in Historio de Esperanto auf drei bis vier Prozent geschätzt, ohne anzugeben, worauf diese Schätzung beruht.
Für die Entwicklung der Ido-Bewegung war problematisch, dass die Idisten ihre Sprache immer weiterentwickelten. Neben dem Tod von Louis Couturat im Jahre 1914 behinderte auch das Aufkommen weiterer Plansprachenprojekte, in erster Linie das des Occidental von 1922 und des Novial von 1928, die weitere Verbreitung des Ido. Dennoch gibt es Ido-Vereine bis heute.

## Verbreitung und Ziel
Heute gibt es schätzungsweise zwischen 1000 und 2500 Ido-Sprecher. Die Ido-Konferenz 2004 in Kiew hatte 14 Teilnehmer aus sechs Ländern. Im September 2005 fand in Toulouse eine weitere Ido-Konferenz mit etwa 13 Teilnehmern statt. Die Ido-Konferenz 2006 fand vom 25. bis zum 28. August in Berlin statt. Vom 19. bis zum 25. Oktober 2007 fand in Paris eine Konferenz anlässlich des 100-jährigen Bestehens statt. Die Konferenz von 2008 fand in Neviges in der Nähe Wuppertals statt, die von 2009 in Riga und Tallinn. Die Ido-Konferenz 2011 in Echternach (Luxemburg) hatte 24 Teilnehmer aus 11 Ländern.
Die Ido-Anhänger sind international in der Uniono por la Linguo Internaciona Ido (ULI, „Union für die internationale Sprache Ido“) organisiert. In mehr als 20 Ländern gibt es nationale Organisationen.
Einige Zeitschriften werden regelmäßig herausgegeben:
1. Progreso (offizielles Organ der ULI)
2. Ido-Saluto (offizielles Organ der Deutschen Ido-Gesellschaft)
3. Kuriero Internaciona

Literatur findet sich vor allem in Form von elektronischen Publikationen.
Gedruckte Literatur ist über Ido-Bibliotheken zu beziehen.
Ziel des Ido ist es, neben den bestehenden Nationalsprachen zur internationalen Kommunikation zu dienen:
Ad omna populo sua propra linguo e duesma komune por omni. – „Jedem Volk seine eigene Sprache und eine zweite gemeinsam für alle.“

## Die zwölf Hauptregeln
1. Man spricht genauso wie man schreibt: die Vokale deutsch, die Konsonanten englisch.
2. Betont wird die vorletzte Silbe, nur beim Infinitiv die letzte.
3. Bestimmter Artikel: la, wenn das nächste Wort mit einem Vokal beginnt: l’; einen unbestimmten gibt es nicht.
4. Das Substantiv endet in der Einzahl auf -o, in der Mehrzahl auf -i.
5. Das unveränderliche Adjektiv endet auf -a.
6. Das Adverb endet auf -e.
7. Die Endung des Verbs im Infinitiv lautet je nach Zeitform (Gegenwart, Vergangenheit, Zukunft) -ar, -ir oder -or.
8. Hinsichtlich Person und Zahl bleibt das Verb unverändert, wobei es (wie im Esperanto) auf -as, -is, -os, -us (für den Konjunktiv) endet. Dazu kommt -ez als Wunsch- und Befehlsform.
9. Die Partizipialendungen der aktiven Form: -anta, -inta, -onta; passiv: -ata, -ita, -ota.
10. Alle Präpositionen regieren den Nominativ. Der Genitiv wird mit di, der Dativ mit a (ad) gebildet.
11. Akkusativendung: -n. Wird jedoch nur angewandt, wenn dies für das Verständnis unerlässlich ist, zumeist dann, wenn das Objekt dem Subjekt vorangestellt ist.
12. Entscheidungsfragen werden mit der Fragepartikel ka(d) „ob“ eingeleitet.

Eine detaillierte Darstellung der Ido-Grammatik findet sich in Kompleta Gramatiko detaloza di la linguo internaciona Ido von Louis de Beaufront. Eine Kurzdarstellung der Ido-Geschichte und Sprachregeln in deutscher Sprache findet sich in Über die Struktur und Entwicklung des Ido im Vergleich zum Esperanto von Günter Anton.

## Beurteilung in der Interlinguistik
Dem Interlinguisten, Esperantisten und Interlingua-Anhänger Tazio Carlevaro zufolge war die Ido-Bewegung 1997 noch am Leben, aber in einer Art Residualzustand. Seiner Darstellung nach hielt die Ido-Akademie die Sprache für etwas willentlich Machbares. Man müsse Ido von Zeit zu Zeit reformieren, mitgehend mit den Fortschritten der Sprachwissenschaft. Die Esperantisten hingegen glaubten, der sprachliche Fortschritt sei etwas Automatisches und wurzele in den Bedürfnissen der Sprecher.
Sein Kollege und Esperanto-Anhänger Detlev Blanke kritisierte 1985 allgemein am Ido bzw. an dessen Befürwortern, dass sie nicht erkannt hätten, wie wichtig die Sicherung der Stabilität für eine Plansprache sei. Die Grundhaltung, Ido müsse beständig verbessert werden, habe subjektiven Auffassungen über „Verbesserungen“ Raum gegeben. Es gebe nämlich keine linguistischen Kriterien, nach denen die Qualität einer Sprache eindeutig bestimmbar sei. Außerdem sei es beispielsweise unrealistisch, nur eine Bedeutung pro Wort zu fordern, und auch die Ido-Lexikografen hätten dies nicht durchgehalten, so Blanke.
Seiner Meinung nach habe Ido trotz allem eine besondere Bedeutung für die Interlinguistik. Unter anderem sei deutlich geworden, wie bedeutsam die Stabilität einer Plansprache ist und dass einzelne Veränderungen an einer Plansprache eine Kette weiterer Reformen nach sich ziehen. Wichtig sei auch die Rolle der schöngeistigen Literatur, die von den Idisten unterschätzt worden sei.

## Textbeispiele
Ido lehnt sich stark an Esperanto an, so dass Texte auf Ido für Esperanto-Sprecher verständlich sind, sofern diese mit romanischen Sprachen vertraut sind. Wer neben Esperanto keine romanische oder germanische Sprache gelernt hat, kann mit den Unterschieden wie ĉevalo im Esperanto und kavalo im Ido für „Pferd“ Schwierigkeiten haben. Zudem gibt es eine Reihe Wörter, die in beiden Sprachen unterschiedliche Bedeutung haben, z. B.: grava im Esperanto „wichtig“, im Ido „schwer“, legi im Esperanto „lesen“, im Ido „Gesetze“, naskas im Esperanto „gebiert“, im Ido „wird geboren“.
| Esperanto                                                              | Ido                                                            | Deutsch                                                                          |
| ---------------------------------------------------------------------- | -------------------------------------------------------------- | -------------------------------------------------------------------------------- |
| Altestimataj sinjoroj!                                                 | Altestimata Siori!                                             | Sehr geehrte Herren!                                                             |
| En la gazeto de via urbo mi legis, ke vi serĉas kontoriston,           | En la jurnalo di via urbo me lektis, ke vi serchas kontoristo, | In der Zeitung Ihrer Stadt las ich, dass Sie einen Buchhalter suchen,            |
| kiu konas krom la librotenado ankaŭ la francan lingvon kaj Esperanton. | qua savas ultre la registrago anke la franca linguo ed Ido.    | der außer der Buchhaltung auch die französische Sprache und Esperanto/Ido kennt. |

Das Vaterunser auf Ido
Patro nia, qua esas en la cielo,
tua nomo santigesez;
tua regno advenez;
tua volo facesez
quale en la cielo tale anke sur la tero.
Donez a ni cadie l’omnadiala pano,
e pardonez a ni nia ofensi,
quale anke ni pardonas a nia ofensanti,
e ne duktez ni aden la tento,
ma liberigez ni del malajo.